# Andrea Moro
Andrea Carlo Moro (Pavia, 24 luglio 1962) è un linguista, neuroscienziato e scrittore italiano.
È professore ordinario di linguistica generale presso la Scuola Universitaria Superiore (IUSS) di Pavia dove svolge il ruolo di rettore vicario e presso la Scuola Normale Superiore di Pisa.
È stato per un mandato triennale vicepresidente del Comitato Esperti per la Programmazione della Ricerca (CEPR) diretto dal Ministro dell'Istruzione, Università e Ricerca Scientifica, nominato da Enrico Letta su proposta del ministro Carrozza e riconfermato dal ministro Giannini. Papa Bergoglio l'ha nominatro membro di un'Accademia Pontificia, Accademia dei Virtuosi al Pantheon; è anche membro  dell'Academia Europæa. Vive e lavora a Pavia e a Pisa. Il 31 maggio 2025 è stato insignito del titolo di Commendatore dell'Ordine al merito della Repubblica italiana dal Presidente della Repubblica Sergio Mattarella.

## Biografia
Laureato all'Università di Pavia in lettere classiche, studente Fulbright negli Stati Uniti, più volte visiting scientist presso MIT e Harvard University ha conseguito il dottorato di ricerca in Linguistica (VIII ciclo) presso il consorzio con sede amministrativa presso l'Università di Padova e il Diplôme d'études supérieures en théorie de la syntaxe et syntaxe comparative presso l’Université de Genève.
Alla Università Vita-Salute San Raffaele di Milano è stato tra i fondatori del Dipartimento di Scienze Cognitive nel 1993,  membro del comitato ordinatore della facoltà di psicologia e di filosofia del nascente Ateneo e presidente del corso di laurea interfacoltà in neuroscienze cognitive fino al 2010, come risulta dagli atti ministeriali relativi alla fondazione dell'Ateneo.
Ha fondato nel 2010 e diretto per sei anni il Centro di ricerca in Neuroscienze, Epistemologia e Sintassi Teorica NEtS (2010 - 2021) e il dottorato di ricerca in Neuroscienze Cognitive e Filosofia della Mente. È stato per un decennio ordinario presso l’Università Vita-Salute San Raffaele dopo essere stato associato presso l’Università di Bologna.

## Romanzi
Il suo primo romanzo è Il segreto di Pietramala (La Nave di Teseo, 2018), giallo incentrato su una lingua misteriosa, grazie al quale ha vinto il premio Flaiano per la narrativa in occasione dei Premi Flaiano 2018. Nel 2024 ha pubblicato un secondo romanzo, Cinquantun giorni, che riadattando i temi dell'Iliade nella Milano del 1978 affronta amori, vendette, morte e sapori in un inseguimento nel cuore delle Alpi.

## Interessi scientifici
Studia la sintassi delle lingue umane; campo nel quale ha dato contributi per la teoria della struttura della frase, in particolare rispetto alla nozione di copula e di espletivo e per la teoria del movimento sintattico e di neurolinguistica, fornendo contributi nella ricerca dei fondamenti biologici della Grammatica universale prevalentemente individuando i correlati neuronali delle lingue impossibili e mostrando che mentre si pensano le parole le onde elettriche generate dai neuroni contengono informazioni sulla struttura sonora delle parole pensate.
Nel primo ambito la sua tesi è che nelle frasi copulari, dove il predicato è costituito dalla stessa categoria del soggetto – ossia un sintagma nominale – la posizione preverbale, canonicamente occupata per tutti gli altri verbi dal soggetto di predicazione, può essere anche occupata dal predicato nominale. Per distinguere le due forme di frase, si usa dire che la prima è una "frase copulare canonica" e la seconda "una frase copulare inversa". In questo senso, la teoria proposta porta dati difficilmente compatibili con quello che Lepschy nella storia della linguistica del Novecento indica come uno dei contributi fondamentali della grammatica generativa, vale a dire l'identificazione configurazionale delle funzioni grammaticali. Per quanto riguarda la teoria del movimento sintattico, la tesi fondamentale è che questo fenomeno sia da mettere in relazione con un procedimento di rottura di simmetria che altrimenti bloccherebbe la computazione della frase.
Nel secondo ambito di ricerca, svolto con gruppi diversi di neuropsicologi e neurobiologi, due sono stati i contributi: il primo, aver portato dati empirici conclusivi a favore dell'ipotesi che il formato della sintassi delle lingue umane non sia un fatto culturale, sociale o convenzionale, ma sia profondamente radicato nella struttura neurobiologica del cervello. Il metodo utilizzato, che fa leva su tecniche di neuroimmagini come la risonanza magnetica funzionale, consiste nel verificare che grammatiche artificiali (in particolare sintassi artificiali) che non seguono le proprietà della grammatica universale di Noam Chomsky non attivano i circuiti neuropsicologici tipicamente attivati in compiti linguistici. Un secondo contributo consiste nell'aver mostrato che la negazione frasale è in grado di modulare un sistema fronto-parieto-temporale tipicamente coinvolto nell'interpretazione delle frasi d'azione (e nell'esecuzione delle corrispondenti azioni).
In un terzo contributo Moro sviluppa il filone di ricerca sul legame tra cervello e linguaggio con metodi nuovi in collaborazione con neurochirurghi e ingegneri dell'Università di Pavia. Utilizzando la tecnica di chirurgia a paziente in stato di veglia è stata misurata l'attività dei neuroni di aree del linguaggio non deputati a compiti di decifrazione o produzione del suono. Il nucleo dell'esperimento è consistito nel confrontare l'attività della corteccia dei pazienti durante la lettura di frasi a voce alta e nella mente e si è visto che le due attività sono praticamente sovrapponibili, aprendo la strada alla lettura del contenuto di pensieri di tipo linguistico. Un passo successivo alla scoperta dei correlati tra grammatica e attività elettrofisiologica del cevello, è stato compiuto nella progettazione di un esperimento condotto con la tecnica della A Stereoelectroencephalography (SEEG): sono stati misurate le diverse attività elettrofisiologiche della fascia high-gamma in relazione a sintagmi con lo stesso suono ma con significati diversi a seconda del contesto (come "la porta" in "Giovanni la porta domani" e "Ieri la porta era chiusa"). In sintesi, con questo esperimento si è potuto distinguere l'attività corticale specifica di due strutture sintattiche di base, sintagma nominale e sintagma verbale, eliminando completamente la rilevanza della informazione acustica che era identica nei due casi
Nel suo ultimo libro "I segreti delle parole" discute con Noam Chomsky alcuni aspetti cruciali del rapporto tra cervello e linguaggio. In particolare viene evidenziata la nozione di lingue impossibili e viene illustrato il suo impatto sulle neuroscienze e, più in generale, sull'epistemologia. L'idea centrale è che gli esseri umani ignorino l'unico fatto indiscutibile riguardante il linguaggio, vale a dire la sua struttura lineare, e calcolino la grammatica sulla sola base di strutture gerarchiche generate ricorsivamente. L'argomento centrale è tratto da quegli esperimenti concepiti da Moro che ha progettato lingue artificiali basati sull'ordine lineare e ha mostrato che il cervello inibisce progressivamente quelle reti che sono canonicamente riservate al linguaggio.

## Opere selezionate dell'autore
- Andrea Moro, Cinquantun giorni, su lanavediteseo.eu, La Nave di Teseo, 2024, ISBN 978-8834618349.
- Johan Bulhuis, Stephen Crain, Sandiway Fong e Andrea Moro, Three reasons why AI doesn’t model human language, in Nature, vol. 627, 2024,  p. 489, DOI:10.1038/d41586-024-00824-z.
- Andrea Moro e Noam Chomsky, I segreti delle Parole, su lanavediteseo.eu, La Nave di Teseo, 2022, ISBN 9788834611111.
- Andrea Moro, La razza e la lingua, su lanavediteseo.eu, La Nave di Teseo, 2019, ISBN 978-8834600238.
- Andrea Moro, Il Segreto di Pietramala, su lanavediteseo.eu, La Nave di Teseo, 2018, ISBN 978-8893444095.
- Andrea Moro, Impossible Languages, su mitpress.mit.edu, MIT Press, 2016, ISBN 978-0-262-03489-0.
- Andrea Moro, Le lingue impossibili, su raffaellocortina.it, Raffaello Cortina, 2017, ISBN 9788860309501.
- Moro, A. (2015) I confini di Babele. Il cervello e il mistero delle lingue impossibili, Il Mulino, Bologna., su amazon.it.
- Moro, A. (2012) "Parlo dunque sono. Diciassette istantanee sul linguaggio", Adelphi, Milano, su adelphi.it.
- Moro, A. (2016) The Boundaries of Babel. The Brain and the Enigma of Impossible Languages, Second Revised Edition, MIT Press, Cambridge, Massachusetts., su mitpress.mit.edu. URL consultato il 29 aprile 2019 (archiviato dall'url originale il 7 ottobre 2012).
- Moro, A. (1997) The raising of predicates. Cambridge University Press, Cambridge, England., su cambridge.org.
- Moro, A. (2000) Dynamic Antisymmetry. MIT Press, Cambridge, Massachusetts., su mitpress.mit.edu. URL consultato il 29 aprile 2019 (archiviato dall'url originale il 7 ottobre 2012).
- Marco Tettamanti,  Rosa Manenti - Pasquale A. Della Rosa - Andrea Falini - Daniela Perani - Stefano F. Cappa and Andrea Moro, 2, in Negation in the brain. Modulating action representation, NeuroImage, vol. 43, 1º novembre 2008,  pp. 358-367.
- A. Moro, A closer look at the Turtle's eyes" Proceedings of the National Academy of Science PNAS, su pnas.org, 2011.
- A. Moro, The Equilibrium of Human Syntax. Symmetries in the Brain, su routledge.com, collana Routledge Leading Linguists Series, New York, Routledge, 2012.
- Andrea Moro, On the similarity between syntax and actions, in Trends in Cognitive Science, vol. 18, n. 3, 2014,  pp. 109-10, DOI:10.1016/j.tics.2013.11.006.
- Andrea Moro, Response to Pulvermueller: the syntax of actions and other metaphors, in Trends in Cognitive Science, vol. 18, 2014, DOI:10.1016/j.tics.2014.01.012.
- Magrassi, Aromataris, Cabrini, Annovazzi-Lodi, Moro, Language representation in higher language areas during language generation, in PNAS, vol. 18, 2014, DOI:10.1073/pnas.1418162112.